# Mastacembelus signatus
Mastacembelus signatus är en fiskart som beskrevs av Boulenger, 1905. Mastacembelus signatus ingår i släktet Mastacembelus och familjen Mastacembelidae. Inga underarter finns listade i Catalogue of Life.